# Университетская (платформа)
Университе́тская (ранее также — Университет)— остановочный пункт Октябрьской железной дороги на перегоне Старый Петергоф - Ораниенбаум-I участка Санкт-Петербург — Калище. Располагается в Петергофе рядом с Петродворцовым учебно-научным комплексом и парком Сергиевка.

## История
Ещё в конце XIX — начале XX веков на этом месте существовал остановочный пункт «Лейхтенбергская», однако в 1920-х платформы были демонтированы и до 1970 года поезда проезжали от станции Старый Петергоф до Мартышкино без остановок.
В 1933 году через будущий остановочный пункт прошла электрификация от ст. Ленинград-Балтийский до ст. Ораниенбаум-I. Это был первый электрифицированный участок на Октябрьской железной дороге. Тогда напряжение в контактной сети составляло 1,5 кВ постоянного тока.
В 1948 году после разрушений в результате боевых действий во время ВОВ было восстановлено движение электросекций на участке.
В 1967 году этот участок был переведён на напряжение 3,3 кВ постоянного тока и было запущено движение 10-вагонных электропоездов серий ЭР1 и ЭР2.
В связи со строительством Петродворцового учебно-научного комплекса Ленинградского государственного университета было принято решение «предусмотреть строительство на километре 34+300 м новой пассажирской остановочной платформы „Университет“ для обеспечения совместно с платформой „Старый Петергоф“ пассажирских перевозок железнодорожным транспортом».
Открыта станция была 1 сентября 1972 года. По проекту рядом со станцией должен был располагаться пешеходный тоннель, однако до сих пор ни подземный, ни надземный пешеходный переход не построен.
В 2003-2008 годах в рамках подготовки участка от Балтийского вокзала до Ораниенбаума-I для запуска электропоездов ЭМ2 "Спутник" обе посадочные платформы и контактная сеть были реконструированы.

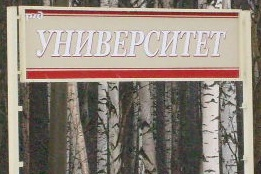
Табличка с названием платформы «Университет». 2008 год
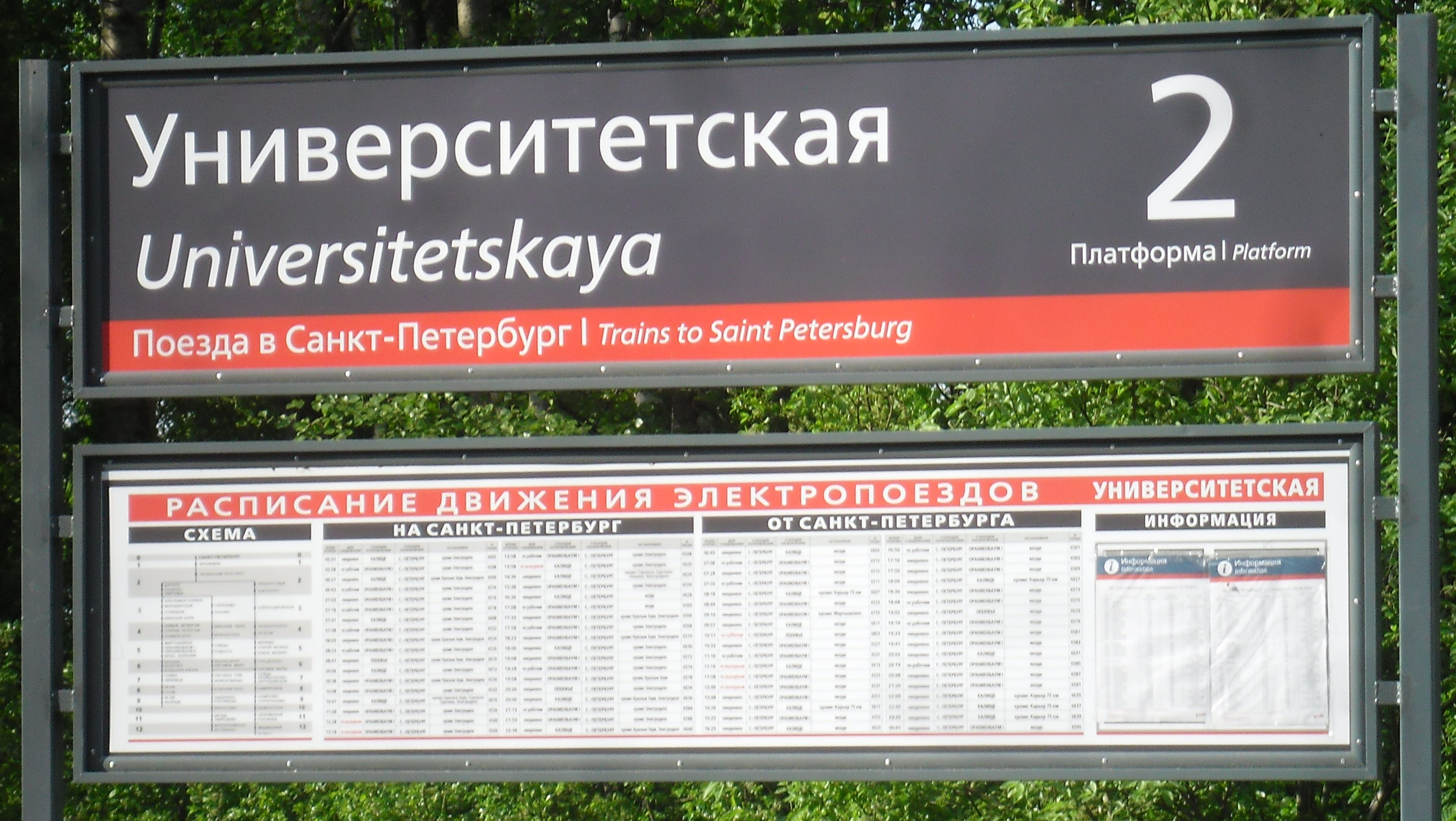
Табличка с названием платформы «Университетская». 2014 год.
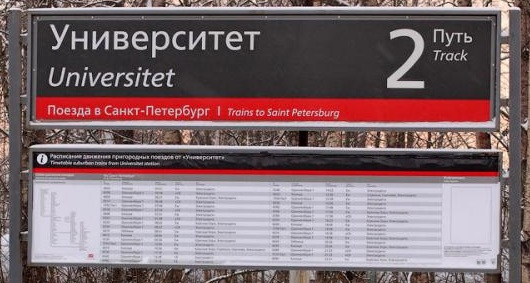
Табличка с названием платформы «Университет». 2018 год
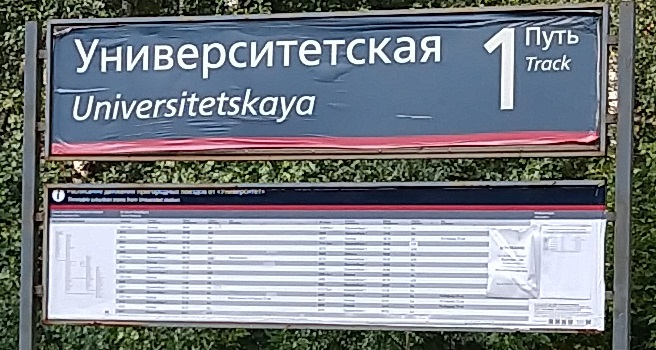
Табличка с названием платформы «Университетская». 2020 год